# Якоб Фішбахер
Якоб Фішбахер (нім. Jakob Fischbacher; 28 травня 1886, Вассербург-ам-Інн — 16 лютого 1972, Розенгайм) — німецький політик.

## Біографія
В 1913-34 роках — директор Асоціації верхньобаварських християнських фермерів. В 1945-48 роках — окружний директор Баварської асоціації фермерів у Верхній Баварії. В 1947 році став співзасновником партії Баварії, принципово критикував ХСС.
В квітні 1947 року спровокував кримінальну справу, коли різко негативно відгукнувся про біженців Центральної і Східної Європи: «Коли син фермера одружується з північнонімецькою білявкою, в моєму розумінні це інцест. Цих пруссаків і біженців необхідно прогнати і допомогти фермерам. Краще відправити пруссаків прямо в Сибір.»
В 1950-62 роках — депутат баварського ландтагу, в 1957-60 роках очолював фракцію партії Баварії. В 1952-53 роках очолював свою партію, з 1960 року — почесний голова.

## Нагороди
- Хрест короля Людвіга (1918) — за домашню допомогу під час Першої світової війни.
- Медаль кронпринца Рупрехта в бронзі (1927)
- Золота державна медаль за заслуги перед сільським господарством Баварії (1957)
- Баварський орден «За заслуги» (1959)
- Баварська конституційна медаль в сріблі (1965)
- Орден «За заслуги перед Федеративною Республікою Німеччина», командорський хрест